# Phylloporia bistrigella
Phylloporia bistrigella là một loài bướm đêm thuộc họ Incurvariidae. Nó được tìm thấy ở western, miền bắc and central châu Âu and đông bắc Bắc Mỹ.
Sải cánh dài 7–9 mm.

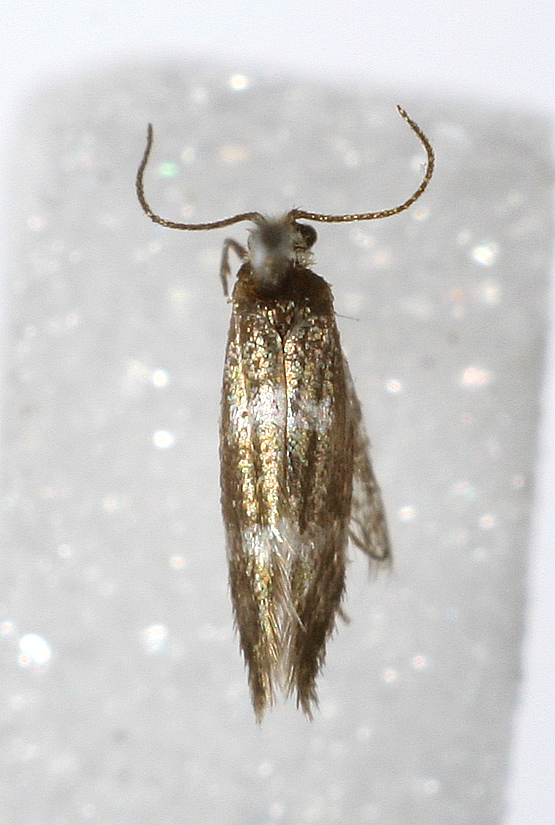

Ấu trùng ăn Betula species. Chúng ăn lá nơi chúng làm tổ.

## Hình ảnh

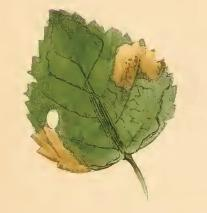
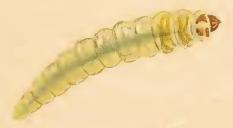
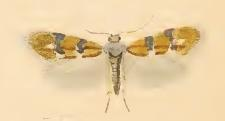